# Yelyzaveta Azza
Yelyzaveta Vasilivna Azza (en ucraniano: Єлизавета Василівна Азза; Kirovogrado, 12 de febrero de 2005) es una deportista ucraniana que compite en gimnasia rítmica, en la modalidad de conjuntos.
Ganó una medalla de bronce en el Campeonato Mundial de Gimnasia Rítmica de 2023 y tres medallas de plata en el Campeonato Europeo de Gimnasia Rítmica, en los años 2023 y 2025.

## Palmarés internacional
| Campeonato Mundial | Campeonato Mundial | Campeonato Mundial | Campeonato Mundial         |
| Año                | Lugar              | Medalla            | Prueba                     |
| ------------------ | ------------------ | ------------------ | -------------------------- |
| 2023               | Valencia (España)  | Medalla de bronce  | 3 con cinta + 2 con pelota |
| Campeonato Europeo |                    |                    |                            |
| Año                | Lugar              | Medalla            | Prueba                     |
| 2023               | Bakú (Azerbaiyán)  | Medalla de plata   | Equipo                     |
| 2025               | Tallin (Estonia)   | Medalla de plata   | 3 con pelota + 2 con aro   |
| 2025               | Tallin (Estonia)   | Medalla de plata   | Equipo                     |